# Kako je Grinch ukrao Božić! (1966.)
Kako je Grinch ukrao Božić! je posebni TV program kojeg je 1966. distribuirao MGM Television. Redatelji su bili Chuck Jones i Ben Washam, a scenaristi Bob Ogle
Theodor Geisel. Glavne glasove su posudili Boris Karloff, June Foray i Thurl Ravenscroft. Program je baziran na knjizi Kako je Grinch ukrao Božić! koju je napisao Dr. Seuss.